# Грамено
Грамено (на гръцки: Γραμμένο) е село в Гърция, дем Зица, намиращо се на 12 км западно от Янина. Средище на местната общност на Граменохорията, състояща се от 16 села.
Родом от Грамено са редица меценати, свързвани с т.нар. новогръцко просвещение – братя Зосима от втората половина на 18 век и началото на 19 век, както Зои Каплани – търговец на кожи в Нежин, починал в Москва на 20 декември 1806 г. 